# Niedźwiedza
Niedźwiedza ist eine Ortschaft mit einem Schulzenamt der Gemeinde Dębno im Powiat Brzeski der Woiwodschaft Kleinpolen in Polen.

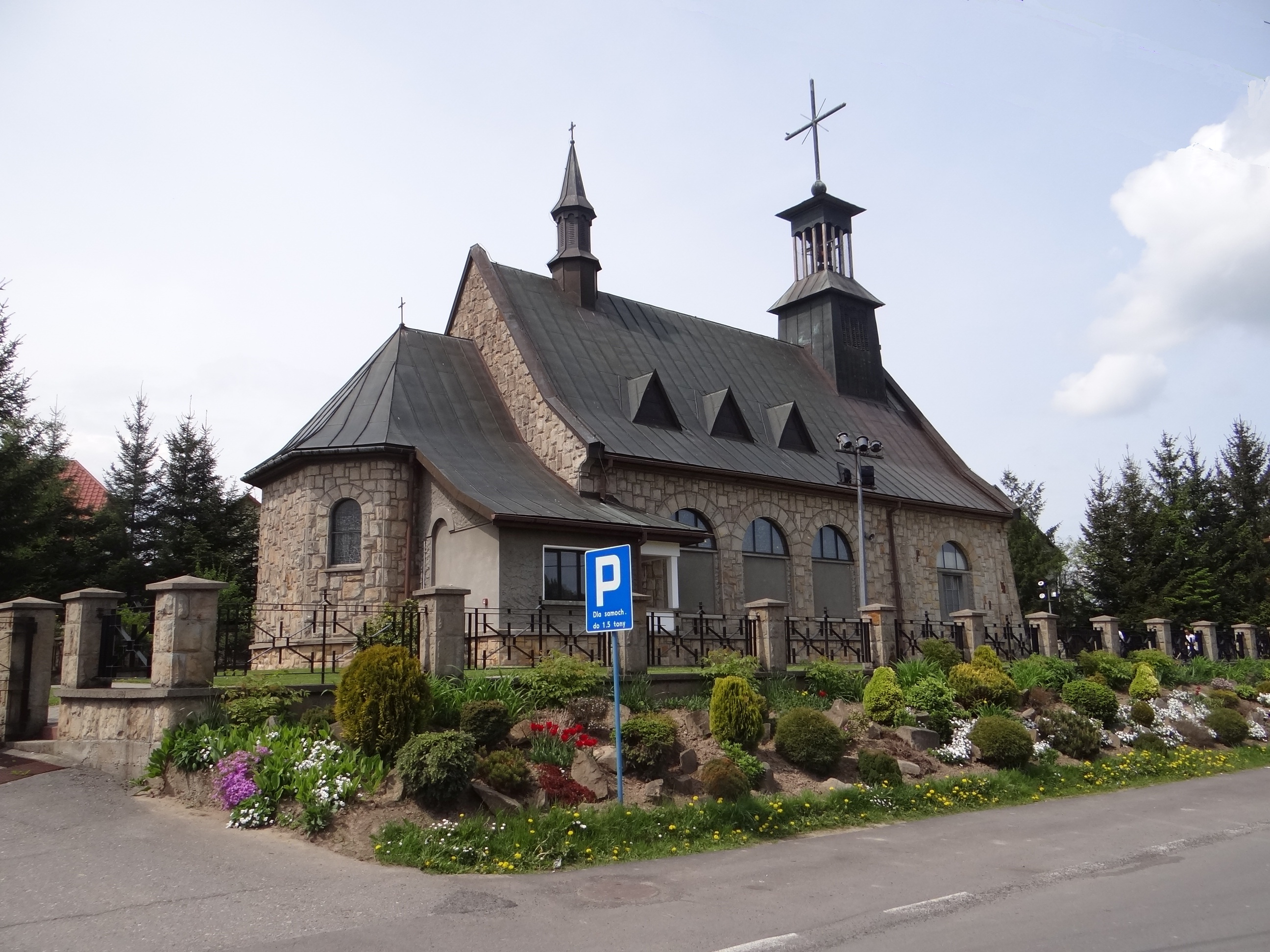
Ortskirche

## Geschichte
Der Ort wurde laut einer Legende von den Zwillingsbrüdern Świch und Kuno im Wald im 14. Jahrhundert im Auftrag von Spycimir Leliwita von Melsztyn gegründet. Er wurde im Jahr 1398 als Medzwedza erstmals urkundlich erwähnt. Der topographische Name ist vom Wort niedźwiedź (Bär) abgeleitet. Jan Długosz beschrieb in den Jahren 1470 bis 1480 das Dorf als Nyedwyedza, villa sub parochia de Porambka sit.
Politisch und administrativ gehörte das Dorf zum Königreich Polen (ab 1569 Adelsrepublik Polen-Litauen), Woiwodschaft Krakau, Kreis Sącz. Nach der Familie Melsztyński gehörte es der Familie Jordan.
Bei der Ersten Teilung Polens kam Niedźwiedza 1772 zum neuen Königreich Galizien und Lodomerien des habsburgischen Kaiserreichs (ab 1804). Nach der Aufhebung der Patrimonialherrschaften bildete es eine Gemeinde im Bezirk Brzesko.
1918, nach dem Ende des Ersten Weltkriegs und dem Zusammenbruch der k.u.k. Monarchie, kam Niedźwiedza zu Polen. Unterbrochen wurde dies nur durch die Besetzung Polens durch die Wehrmacht im Zweiten Weltkrieg.
In den Jahren 1951 bis 1952 wurde eine eigene römisch-katholische Pfarrei errichtet.
Von 1975 bis 1998 gehörte Niedźwiedza zur Woiwodschaft Tarnów.